# Pětka
La Pětka (pronunciado pietka) o Comité de los Cinco fue una organización política oficiosa y semiconstitucional checoslovaca creada para tratar de resolver problemas políticos durante la Primera República Checoslovaca.Se creó en septiembre de 1920 y estaba formada por los dirigentes de los partidos que formaban en ese momento el gobierno checoslovaco.

## El establecimiento de la Pětka

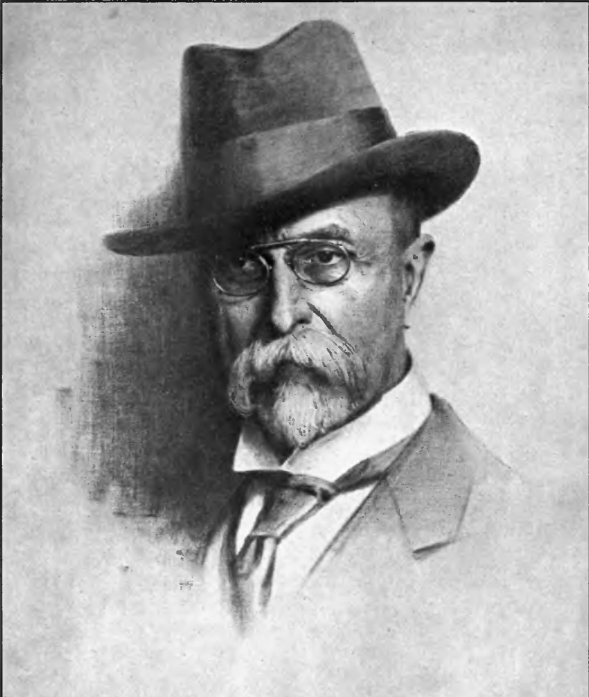
Tomáš Masaryk, primer presidente de la república y creador de la Pětka para estabilizar la política nacional.

La Pětka se fundó en 1920 para asesorar al débil gobierno de Jan Černý, al que se describió como «parecido a la marioneta de un ventrílocuo: sin voz ni criterio político propios».
En el momento de su creación, el país estaba recuperándose de las consecuencias de la Primera Guerra Mundial y se enfrentaba al reto de desarrollar un nuevo estado en la Europa de posguerra. El primer presidente de la república, Tomáš Masaryk, describió al continente como: "un laboratorio construido sobre los cementerios de la guerra mundial, que necesita del trabajo de todos". En esta situación, Masaryk "reconoció que la gente no poseía aún la experiencia y tolerancia necesarias para la existencia de un gobierno parlamentario" y pensó que sería necesaria la existencia de una institución no oficial para mantener el control político. Aunque la opción de la dictadura hubiera sido la más sencilla para Masaryk, sus convicciones democráticas descartaban esta alternativa. En vez de instaurar un poder dictatorial, Masaryk decidió, de manera atrevida aunque no constitucional, formar un gobierno tecnócrata, la Pětka, en septiembre de 1920. En su autobiografía admite lo preocupado que estaba por "asegurar el mantenimiento en el gobierno y la administración de los expertos".
Los cinco expertos que formaron la nueva junta que había de guiar al gobierno eran: Antonín Švehla (Partido Agrario), Alois Rasin (Partido Democrático Nacional), Rudolf Bechyne (Partido Socialdemócrata), Jiří Stříbrný (Partido Nacionalsocialista Checoslovaco) y Jan Šrámek (Partido Popular Checoslovaco). La figura principal del consejo fue Švehla, que gobernó en los periodos 1922-1926 y 1926-1929 y tuvo gran influencia sobre el gobierno.

## Los objetivos de la Pětka
La Pětka se creó con el fin de compensar la falta de "impulso político" del gabinete de Černý. Los dirigentes de los cinco partidos políticos principales se reunían periódicamente para indicar el curso a seguir al gobierno y asesorar al primer ministro.
Cada uno de los cinco miembros del consejo se comprometía a seguir el principio rector del mismo: "Estamos de acuerdo en que llegaremos a un acuerdo". La existencia de la Pětka hacía que las discusiones más disputadas entre los partidos del gobierno se realizaban privadamente, mientras que, de cara a los ciudadanos, el gobierno mostraba un aspecto de unidad.
La estricta disciplina de partido que caracterizaba la política checoslovaca permitía a los miembros de la Pětka controlar a sus diputados en la asamblea y, de esta forma, controlar también al gobierno. La Pětka ha llegado a ser calificada como "el verdadero gobierno de la nación".

## Logros de la Pětka
La Pětka ayudó a controlar la crisis económica que produjo una gran inflación en toda Europa en los años 1922-1923. En 1924 propuso ante la Asamblea Nacional un proyecto de ley de Seguro Nacional, que había de fundar un sistema de seguridad social, considerado entre los más avanzados de la época.
La supervivencia de la Pětka demostró su utilidad para mantener la estabilidad de la república. Esta se debe, al menos en parte, a la existencia de esta organización extraoficial, que mantuvo una actitud de moderación que resultó aceptable a la mayoría de los diputados, evitándo de esta manera las posibles crisis gubernamentales en momentos de inquietud social. La organización dio disciplina a la Asamblea Nacional y permitió que se alcanzasen acuerdos que aseguraron la estabilidad de Checoslovaquia.
Esta estabilidad hizo notable al país en el Periodo de Entreguerras, rodeado de otras naciones de Europa oriental donde aparecieron regímenes dictatoriales, sufrieron prolongadas crisis o se vieron controlados por partidos extremistas de izquierda o derecha. Hasta su desaparición, los partidos de izquierda nunca dominaron completamente ningún gobierno, el partido comunista jamás participó en ningún gabinete y no hubo en ningún momento una coalición de partidos opositores lo suficientemente fuerte como para alcanzar el gobierno y apartar a la coalición. Esta situación llevó a que se describiese al país, dominado por la Pětka, como "estable internamente y respetado internacionalmente".

## Críticas a la Pětka
La Pětka recibió críticas de ser una institución inconstitucioinal y antidemocrática. El propio Masaryk admitió que no era completamente democrática en un discurso de 1925:

Soy un demócrata convencido y como tal acepto las dificultades inherentes a la democracia. Estas tienen su causa en las grandes exigencias de la democracia, que requiere de unos ciudadanos educados en la sensatez política, un electorado inteligente, formado tanto por hombres como por mujeres. No soy partidario de los gobiernos de expertos y funcionarios. Claro que ya hemos tenido dos gabinetes de tecnócratas (la Pětka) pero, ¿qué significa esto? Significa que nuestra transición de la monarquía a la democracia es difícil. Los problemas, no obstante, los resuelve la gente que piensa y tiene conocimientos y no basta con que hayan sido elegidos.

## El fin de la Pětka
La Pětka se fundó como organización efímera pero "lo provisional a menudo se convierte en duradero"  y el Comité de los Cinco duró en diversas formas hasta el final de la Primera República. Con su disolución desapareció la disciplina en la coalición de partidos. Los políticos checos y eslovacos comenzaron a discutir sobre problemas que habían sido arrinconados anteriormente.